# Kasumi (1937)
Kasumi (japonsky: 霞) byl torpédoborec japonského císařského námořnictva třídy Asašio. Byl dokončen v červnu 1939 jako poslední z deseti jednotek třídy Asašio. Zúčastnil se druhé světové války v Tichomoří, během které se věnoval převážně eskortním povinnostem.
V prosinci 1941 doprovázel tankery Nagumova svazu při útoku na Pearl Harbor. Počátkem roku 1942 doprovázel Nagumovy letadlové lodě při útocích na Rabaul, Lae a Salamau, Port Darwin, Jávu a při výpadu do Indického oceánu. Během bitvy u Midway doprovázel invazní konvoj s vojáky. Dne 5. července 1942 byl u Kisky těžce poškozen torpédem z ponorky USS Growler a opravován až do konce června 1943. V následujícím období působil zejména v severním Pacifiku. V říjnu 1944 se v rámci Šimova svazu zúčastnil bitvy v průlivu Surigao. Během listopadu 1944 se vedl dva konvoje s posilami z Manily do Ormocké zátoky v rámci protivyloďovací operace TA a během amerických náletů na Manilu byl lehce poškozen. V prosinci se zúčastnil operace Rei-gó – útoku proti americkému předmostí u San José. V únoru 1945 se zúčastnil operace Kita-gó – transportu strategických surovin ze Singapuru do Japonska. V rámci operace Ten-gó doprovázel ve dnech 6. a 7. dubna 1945 bitevní loď Jamato na její sebevražedné cestě k Okinawě. Během následujících letecké útoků amerických palubních letounů byl těžce poškozen a nakonec potopen torpédy z torpédoborce Fujuzuki. V době svého potopení byl poslední zbývající jednotkou ze své třídy.

## Popis
Kasumi byl objednán na základě „doplňovacího programu pomocných plavidel z roku 1934“ (měl trupové číslo 83 nebo 84). Jeho výzbroj tvořilo šest 127mm kanónů typu 3. roku ve třech dvouhlavňových věžích (jedné na přídi a dvou na zádi) a dva čtyřhlavňové 610mm torpédomety typu 92 modelu 2. Zásoba šestnácti torpéd typu 93 byla v pozdější fázi války redukována na osm kusů, aby se kompenzoval nárůst hmotnosti vlivem instalace dalších 25mm děl typu 96. Během údržby v Maizuru od 22. prosince 1943 do 18. ledna 1944 byla pravděpodobně odstraněna zadní 127mm dělová věž číslo 2 a nahrazena dvěma tříhlavňovými 25mm komplety. Rovněž 25mm dvojčata na plošině vedle zadního komínu byla nahrazena za 25mm trojčata. Další dvou- nebo trojhlavňový komplet se nacházel na plošině před můstkem. Jako jeden ze čtyř torpédoborců třídy Asašio, které se dočkaly roku 1944 byl Kasumi pravděpodobně vybaven jedním metrovým přehledovým radarem 13 Gó pro sledování vzdušných cílů na zadním stožáru a jedním centimetrovým přehledovým radarem 22 Gó pro sledování vzdušných i hladinových cílů na předním stožáru.

## Služba
6. dubna 1945 doprovázel Kasumi bitevní loď Jamato při plavbě z Vnitřního moře na Okinawu v rámci operace Ten-gó. Během cesty ho 7. dubna poškodily americké palubní letouny z letadlových lodí Task Force 58. Torpédoborec Fujuzuki převzal jeho posádku a dvěma torpédy poslal Kasumi ke dnu asi 270 km jihozápadně od Nagasaki (31° s. š., 128° v. d.).
Dne 10. května 1945 byl Kasumi vyškrtnut ze seznamu lodí japonského císařského námořnictva.